# Голіцин Василь Васильович
Голіцин Василь Васильович (*1643, Московія — †1714, Архангельський край, Московія) — московитський державний діяч, боярин, князь, воєвода, міністр московської царівни Софії Олексіївни.

## Життєпис
У 1672—1677 та 1680—1681 перебував у Гетьманщині, де брав участь у бойових діях під час чигиринських походів.
У 1682—1689 очолював різні прикази.
У 1686 домігся укладення Вічного миру 1686 між Московією та Польщею.
Організував й очолив Кримські походи 1687 та 1689 років.
Відіграв важливу роль в обранні Івана Мазепи гетьманом України під час Коломацького перевороту.
За царювання Петра І був позбавлений боярства та вотчин, засланий до Архангельського краю, де й помер.